# Slijmige kleikorst
Slijmige kleikorst (Sarcosagium campestre) is een korstmossoort uit de familie Thelocarpaceae. Hij komt voor op de grond. Hij leeft in symbiose met de chlorococcoïde alg.

## Determinatie
Het thallus van slijmige kleikorst is korstvormig en korrelig; het kan ook ingezonken zijn. Het is lichtgroen van kleur en kan ook bijna doorzichtig zijn. De apotheciën – die altijd aanwezig zijn – hebben een roodbruine kleur en meestal een berijpte bruin rand. De apotheciën zijn klein (tot ± 0,5 mm) en in vochtige toestanden zijn ze opvallend vlezig.

## Ecologie
Slijmige kleikorst groeit hoofdzakelijk in voegen tussen plaveisel; aldaar is de soort te vinden op afgestorven overblijfselen van levermossen of in oude pollen van topkapselmossen.

### Syntaxonomie
In de syntaxonomie staat slijmige kleikorst te boek als kensoort voor de smaragdsteeltjes-associatie (Barbuletum convolutae).